# Керимов, Юсиф Ханкиши оглы
Юсиф Ханкиши оглы Керимов (азерб. Yusif Xankişi oğlu Kərimov; 1925, Джебраильский уезд — 1995, Баку) — советский азербайджанский нефтяник и бурильщик, инициатор и мастер скоростного бурения скважин. Герой Социалистического Труда (1959).

## Биография
Родился 25 мая 1925 года в селе Зангелан Джебраильского уезда Азербайджанской ССР (ныне Зангеланский район Азербайджана).
Окончил геологический факультет Азербайджанского Государственного Университета имени Кирова.
Начал трудовую деятельность в качестве помощника бурильщика на буровой конторе №1 треста «Гюргяннефть», позже бурильщик и буровой мастер. Активно участвовал в открытии месторождений «Нефтяные Камни», «Гюргяны-дениз», «Гум-Дениз», «Джануб» и прочих. В 1953 году Керимов добился рекордной проходки бурения.
Указом Президиума Верховного Совета СССР от 19 марта 1959 года за выдающиеся успехи, достигнутые в деле развития нефтяной и
газовой промышленности Керимову Юсифу Ханкиши оглы присвоено звание Героя Социалистического Труда с вручением ордена Ленина и золотой медали «Серп и Молот».
С 1960 года — директор буровой конторы №2 треста «Азморнефтеразведка». Проводит буровые работы на Бакинском архипелаге, где проявляет себя опытным бурильщиком и показывает высокие организаторские способности. Бригада Керимова становится одной из передовых в Азербайджанской ССР. Коллектив имел большой опыт бурения на большую глубину (до 6690 метров). Бригада Керимова обнаружила и сдала в эксплуатацию месторождения «Сангачал-дениз», «Дуванны-Дениз» и «Хара-Зира». Также передовыми бурильщиками были открыты нефтегазоконденсатное месторождение «Булла-Дениз», нефегазовые месторождения «Карасу» и «Алят-дениз». 
Керимов являлся одним из мастеров нефтяной проходки Азербайджана. Один из инициаторов и мастеров скоростного бурения Азербайджана. Пионер безаварийного турбинного бурения скважин .
Скончался в 1995 году в городе Баку.

## Награды
- Герой Социалистического Труда
- Орден Ленина
- Орден «Знак Почёта» (дважды)